# Franciane Fischer
Franciane Fischer (...) è una sciatrice alpina svizzera paralimpica, che ha rappresentato la Svizzera nello sci alpino paralimpico ai Giochi paralimpici invernali del 1980 a Geilo, vincitrice di due medaglie di bronzo.

## Carriera
Ai Giochi paralimpici invernali di Geilo del 1980, Fischer si è classificata al 3º posto nella gara di slalom speciale in 1:40.92 (sul podio Cindy Castellano, medaglia d'oro, che ha concluso la gara in 1:25.84 e Eva Lemezova, medaglia d'argento in 1:39.93) e nello slalom gigante (Fischer con 2:52.27 si è piazzata dietro a Cindy Castellano in 2:39.58 e Kathy Poohachof in 2:42.58). Entrambe le gare si sono svolte nella categoria 3A.

## Palmarès

### Paralimpiadi
- 2 medaglie:
  - 2 bronzi (slalom speciale 3A e slalom gigante 3A a Geilo 1980)